# Louis Garrel
Louis Garrel (Paris, 14 de junho de 1983) é um ator e diretor francês. É mais conhecido por seu papel como Théo no filme Os Sonhadores (The Dreamers) de Bernardo Bertolucci em 2002, onde interpreta um jovem revolucionário, que mantém um relacionamento incestuoso com Isabelle (Eva Green), e por seu trabalho em Les chansons d'amour (As Canções de Amor) de Christophe Honoré em 2007. É irmão da atriz Esther Garrel

## Carreira
Louis nasceu em Paris em 14 de junho de 1983, filho do cineasta Philippe Garrel e da atriz Brigitte Sy. O seu primeiro papel foi aos 6 anos, no filme Les Ministères de l'art, realizado pelo seu pai, no qual foi protagonista. Mas mesmo tendo começado sua carreira cedo ao lado do pai, ele apenas deslanchou verdadeiramente após seu papel no filme Os Sonhadores (The Dreamers) de Bernardo Bertolucci, interpretando "Théo", em 2002.
Após o filme de Bertolucci a carreira do ator o levou a papéis, que em sua maioria o erotizaram tornando-o hoje um sex symbol dos apreciadores do atual cinema francês. Em 2006 ganhou o Prêmio César como "Melhor Estreante Masculino" devido sua atuação no filme "Les amants réguliers" dirigido por seu pai Philippe Garrel.
Ele deve parte de sua fama graças aos trabalhos realizados com o diretor Christophe Honoré, com o qual colaborou em seis filmes: Ma Mère (2004) adaptação do romance de mesmo nome de Georges Bataille, com Isabelle Huppert; Dans Paris (2006) ao lado de Romain Duris; Les Chansons d'amour (2007) filme em que mostrou seus talentos como cantor; La Belle Personne (2008); Non ma fille tu n'iras pas danser (2009) e por fim Les Bien-Aimés (2011).
Garrel escreveu e dirigiu três curta-metragens: em 2008, "Mes Copains"; 2010, "Petit tailleur" e em 2011, "La Règle de trois". Tendo o segundo sido homenageado em uma seleção para a Quinzena dos Realizadores de Cannes em 2010.

## Vida pessoal
Louis viveu um relacionamento estável com Valeria Bruni Tedeschi, irmã mais velha da ex-primeira dama francesa Carla Bruni, que é 19 anos mais velha que ele. O casal adotou uma criança (Céline), mas o romance acabou em 2012. Ele ainda namorou a atriz iraniana Golshifteh Farahani, mas em 3 de julho de 2015 anunciou o fim da relação.

## Filmografia
- 1988: Les Ministères de l'art de Philippe Garrel
- 1989: Les Baisers de secours de Philippe Garrel
- 2001: Ceci est mon corps de Rodolphe Marconi
- 2002: La Guerre à Paris de Yolande Zauberman
- 2003: The Dreamers de Bernardo Bertolucci
- 2004: Les amants réguliers de Philippe Garrel
- 2004: Ma mère de Christophe Honoré
- 2006: Dans Paris de Christophe Honoré
- 2006: Un Lever de rideau de François Ozon
- 2007: Choisir d'aimer de Rachid Hami
- 2007: Actrices de Valeria Bruni Tedeschi
- 2007: Les Chansons d'amour de Christophe Honoré.
- 2008: L'Armée du crime de Robert Guédiguian
- 2008: La Belle Personne série de Christophe Honoré.
- 2008: La Frontière de l'aube de Philippe Garrel
- 2009: Non ma fille, tu n'iras pas danser de Christophe Honoré
- 2010: Le mariage à trois de Jacques Doillon
- 2010: Diarchia de Ferdinando Cito Filomarino
- 2010: Heartbeats de Xavier Dolan
- 2011: La Règle de trois de Louis Garrel
- 2011: Les Bien-Aimés de Christophe Honoré
- 2011: Un Été Brûlant de Philippe Garrel
- 2012: Les coquillettes de Sophie Letourneur
- 2013: Un château en Italie de Valeria Bruni Tedeschi
- 2013: La Jalousie de Philippe Garrel
- 2014: Saint Laurent de Bertrand Bonello
- 2015: L'Astragale de Brigitte Sy
- 2015: L'Ombre des femmes de Philippe Garrel
- 2015: Mon roi de Maiwenn
- 2015: Les deux amis de Louis Garrel
- 2016: Planetarium de Rebecca Zlotowski
- 2016: Mal de pierres de Nicole Garcia
- 2017: False confessions
- 2017: Le Redoutable de Michel Hazanavicius
- 2018: Un peuple et sun roi de Pierre Schoeller
- 2020: Rifkin's Festival de Woody Allen
- 2022: Coma de Bertrand Bonello
- 2021: La croisade[1]

## Teatro
- 2004: Les Vagues d'après Virginia Woolf, m.e.s. Guillaume Vincent
- 2005: Viol d'après Titus Andronicus de William Shakespeare de Botho Strauss, m.e.s. Luc Bondy
- 2005: La Trilogie de Belgrade de Biljana Srbljanovic, m.e.s. Christian Benedetti
- 2013: Les Fausses Confidences de Marivaux